# José Antonio Gabriel y Galán
José Antonio Gabriel y Galán (Plasencia, 1940 — Plasencia, 1993) foi um poeta, escritor, tradutor, editor e jornalista espanhol. Era neto do poeta José María Gabriel y Galán.
Nascido em Plasencia, na Estremadura, foi viver para Madrid na infância, embora tivesse mantido muito ligado à Estremadura natal durante toda a infância e juventude, tanto sentimentalmente como culturalmente. Além das suas atividades de escrita, foi o promotor de diversas iniciativas de divulgação da cultura estremenha.
Estudou Direito em Madrid e Jornalismo em Paris. Foi um viajante incansável na juventude, tendo regressado a Espanha em 1966, onde inicia a sua carreira de jornalista. Colaborou em revistas e jornais, chegando a ocupar cargos importantes no El Europeo e na revista cultural Cuadernos para el Diálogo. Teve também uma coluna fixa no El País. Foi fundador e diretor  da revista literária El Urogallo (O tetraz-grande). 
O seu primeiro romance, Punto de referencia, foi publicado em 1972. Tendo a memória como fio condutor, é uma crónica social e romance amoroso, que conta as peripécias de um jornalista na Madrid do final do anos 1960, que se envolve num triângulo amoroso em torno do qual sucedem os acontecimentos. 
O seu primeiro livro de poesia, Descartes mentía, publicado em 1977, é um conjunto de poemas de forma e métrica livre, quase prosa poética, em que o tema principal é o amor doloroso que aglutina outros temas. Cada poema é encabeçado com um trecho do Tratado das Paixões de Descartes.
Dentre a sua obra cabe destacar:
- Descartes mentía, de 1977
- Un país como este no es el mío, de 1978
- Poesías, entre 1970-1985
- Razón del sueño
- Punto de referencia, de 1981
- La memoria cautiva, de 1981
- A salto de mata, de 1983
- El bobo ilustrado, de 1986
- La grandeza de Tito, de 1988
- Muchos años después, de 1992